# Зеда Симонети
Зеда Симонети (на грузински: ზედა სიმონეთი) е село в централна Грузия, част от община Тержола на областта Имеретия. Населението му е около 1349 души (2014).
Разположено е на 360 метра надморска височина в Колхидската низина, на 15 километра северозападно от Зестапони и на 19 километра източно от Кутаиси.

## Известни личности
Родени в Зеда Симонети
- Давид Клдиашвили (1862 – 1931), писател